# Li Jinyuan (milliardaire)
Pour l’article homonyme, voir Li Jinyuan.
Li Jinyuan (chinois : 李金元), né en juin 1958 à Cangzhou, dans le Nord-Est de la Chine[réf. nécessaire]>, est un homme d'affaires chinois. Il est le détenteur de la 24e plus grosse fortune de son pays.
Il est diplômé de master de « business administration » par l'université de Nankai.
Il est à la tête de la société Tiens (Tianshi ou "lion céleste" en Chine), fondée en 1995 et présente dans 110 pays. Il est également à la tête de «Tiens Maijing International Charitable Foundation» une association au capital de 90 M€.
Ce conglomérat est présent dans les secteurs des biotechnologies (produits de santé), le tourisme, le commerce international et l'éducation. La société emploie 13.000 salariés en 2015.